# Synod w Seceminie
Synod w Seceminie – synod kalwinistów 22 stycznia 1556 r., który zapoczątkował wyodrębnienie niezależnego unitariańskiego ruchu braci polskich.
Za czasów właściciela Secemina – Stanisława Szafrańca – miasto to stało się jednym z najważniejszych ośrodków kalwinizmu w Małopolsce i miejscem wielu ważnych synodów tego wyznania.
Szlachta małopolska podczas synodu planowała zwołanie ogólnonarodowego soboru, który miał stać się rodzajem sądu nad Kościołami pod przewodnictwem króla. Sędziami mieli być książęta i magnaci, a teolodzy protestanccy (wśród nich zaproszeni: Jan Kalwin, Filip Melanchton i Jan Łaski) oraz katoliccy mieli przedstawiać swoje poglądy. Projektodawcy soboru byli przekonani, że katolicy przegrają w obliczu przewagi ideowej protestantów, a król powoła polski protestancki Kościół państwowy.
Największym wydarzeniem synodu było wystąpienie Piotra z Goniądza (reprezentanta księcia Mikołaja Radziwiłła Czarnego), który po raz pierwszy w Polsce publicznie zakwestionował istnienie Trójcy Świętej, twierdząc, że Bogiem Najwyższym jest tylko Bóg Ojciec, a Jezus Chrystus otrzymał boskość od Ojca i dlatego nie jest jemu równy. Piotr głosił także pacyfizm chrześcijański (na znak swoich przekonań u boku miał drewniany miecz) oraz negował znaczenie chrztu nieświadomych dzieci. To nowatorskie wystąpienie spotkało się z potępieniem ze strony większości uczestników synodu. W następstwie tego spowodowano wygnanie Piotra z Małopolski oraz jego ekskomunikę podczas synodu w Pińczowie 1 maja 1556 r. Jednak te działania nie zahamowały działalności Piotra, który na Podlasiu utworzył pierwsze zbory braci polskich.